# SANAA
SANAA（サナア、Sejima and Nishizawa and Associates）は、妹島和世（せじまかずよ）と西沢立衛（にしざわりゅうえ）による日本の建築家ユニット。プリツカー賞、日本建築学会賞2度、金獅子賞他多数受賞。2013年、棚瀬純孝、ユミコ ヤマダ、山本力矢をパートナーとした。

## 受賞など
- 1996年 - 日本建築学会賞作品賞（岐阜県立国際情報科学芸術アカデミー・マルチメディア工房）[1]
- 2004年 -  イタリア ヴェネツィア・ビエンナーレ第9回国際建築展金獅子賞（金沢21世紀美術館）[2]
- 2005年 - 毎日芸術賞（金沢21世紀美術館）[2]
- 2006年 - 日本建築学会賞作品賞（金沢21世紀美術館）[2]
- 2010年 -  アメリカ合衆国 プリツカー賞[3]
- 2013年 -  フランス 銀の定規賞（ランス・ルーブル美術館分館）
- 2022年 - 高松宮殿下記念世界文化賞[4][5]
- 2025年 -  イギリス RIBAゴールドメダル[6]

## 主な仕事
SANAA名義での作品に限る。
| 年   | 名称                                                                 | 所在地                 | 国             | 状態     | 備考 |
| ---- | -------------------------------------------------------------------- | ---------------------- | -------------- | -------- | ---- |
| 1996 | 熊野古道なかへち美術館                                               | 和歌山県田辺市         | 日本           |          |      |
| 1996 | 岐阜県立国際情報科学芸術アカデミー・マルチメディア工房               | 岐阜県大垣市           | 日本           |          |      |
| 1997 | K本社屋                                                              | 茨城県日立市           | 日本           |          |      |
| 1998 | 古河総合公園飲食施設                                                 | 茨城県古河市           | 日本           |          |      |
| 1999 | 飯田市小笠原資料館                                                   | 長野県飯田市           | 日本           |          |      |
| 2000 | 横浜市六ッ川地域ケアプラザ                                           | 神奈川県横浜市南区     | 日本           |          |      |
| 2000 | ヴェネツィア・ビエンナーレ第7回国際建築展 日本館『少女都市』会場構成 | ヴェニス               | イタリア       | 現存せず |      |
| 2003 | ISSEY MIYAKE BY NAOKITAKIZAWA                                        | 東京都港区             | 日本           | 現存せず |      |
| 2003 | ディオール表参道                                                     | 東京都渋谷区           | 日本           |          |      |
| 2004 | 金沢21世紀美術館                                                     | 石川県金沢市           | 日本           |          |      |
| 2006 | ツォルフェアアイン・スクール                                         | エッセン               | ドイツ         |          |      |
| 2006 | トレド美術館ガラスパビリオン                                         | トレド                 | アメリカ合衆国 |          |      |
| 2006 | 海の駅なおしま                                                       | 香川県直島町           | 日本           |          |      |
| 2006 | ノバルティスキャンパス WSJ-158                                       | バーゼル               | スイス         |          |      |
| 2006 | スタッドシアター・アルメレ                                           | アルメレ               | オランダ       |          |      |
| 2007 | ニュー・ミュージアム・オブ・コンテンポラリー・アート                 | ニューヨーク           | アメリカ合衆国 |          |      |
| 2009 | サーペンタイン・ギャラリー・パビリオン2009                           | ロンドン               | イギリス       |          |      |
| 2009 | デレク・ラム・ショップ、ソーホー                                     | ニューヨーク           | アメリカ合衆国 |          |      |
| 2010 | デレク・ラム・ショップ、マヂソン                                     | ニューヨーク           | アメリカ合衆国 |          |      |
| 2010 | ローザンヌ連邦工科大学ラーニングセンター                             | ローザンヌ             | スイス         |          |      |
| 2011 | 日立駅自由通路および橋上駅舎                                         | 茨城県日立市           | 日本           |          |      |
| 2011 | 石神井アパートメント                                                 | 東京都練馬区           | 日本           |          |      |
| 2012 | ルーヴル・ランス                                                     | ランス                 | フランス       |          |      |
| 2012 | ヴィトラ・ファクトリー                                               | ヴァイル・アム・ライン | ドイツ         |          |      |
| 2012 | 宮戸島のみんなの家                                                   | 宮城県東松島市         | 日本           |          |      |
| 2013 | Junko Fukutake Hall                                                  | 岡山市北区             | 日本           |          |      |
| 2013 | パーゴラ                                                             | 岡山市北区             | 日本           |          |      |
| 2014 | 宮戸島月浜のみんなの家                                               | 宮城県東松島市         | 日本           |          |      |
| 2014 | Junko Fukutake Terrace                                               | 岡山市北区             | 日本           |          |      |
| 2015 | グレイス・ファームズ                                                 | ニュー・ケイナン       | アメリカ合衆国 |          |      |
| 2016 | 直島港ターミナル                                                     | 香川県直島町           | 日本           |          |      |
| 2017 | 荘銀タクト鶴岡（鶴岡市文化会館）                                     | 山形県鶴岡市           | 日本           |          |      |
| 2019 | 日立市新庁舎                                                         | 茨城県日立市           | 日本           |          |      |
| 2024 | 香川県立アリーナ（あなぶきアリーナ香川）                             | 香川県高松市           | 日本           |          |      |

進行中
- パリの老舗百貨店サマリテーヌ（フランス・パリ）
- 台中城市文化館（台湾・台中市）

アート
- 2002年 - weightlessness and transparency
- 2006年 - 空（香川県直島町）
- 2016年 - まる（石川県金沢市）

プロダクトデザイン
- SANAA CHAIR
妹島の設計したhhstyle.comが3周年を迎えたの記念して製作された椅子。クロームメッキ仕上げと溶接亜鉛メッキ仕上げの二種類がある。そのうち、クロームメッキ仕上げのほうには座面裏に「SANAA CHAIR KAZUYO SEJIMA+RYUE NISHIZAWA」という刻印と共にシリアルナンバーが打刻されている（hhstyle.comからの発売）。
- nextmaruni project chair No.2946-23
広島のマルニ木工の新プロジェクト「nextmaruni」の中の一脚。背もたれが二股に分かれており、ウサギの耳をイメージさせる椅子。ミラノサローネ2005で他のデザイナーによる椅子と共に発表された。

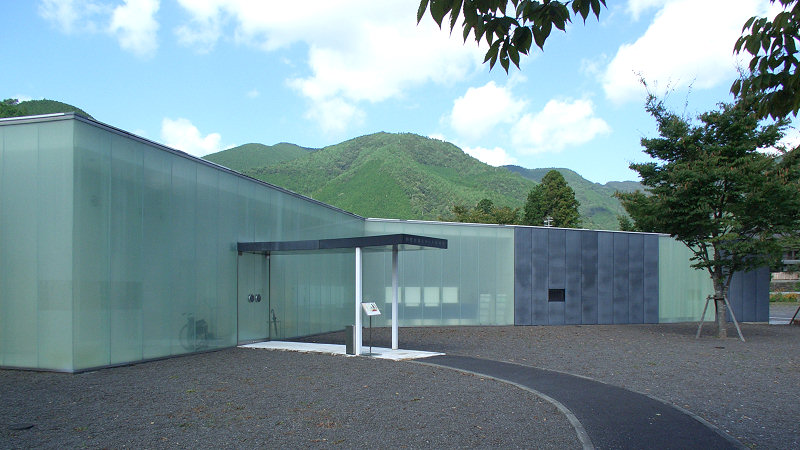
熊野古道なかへち美術館
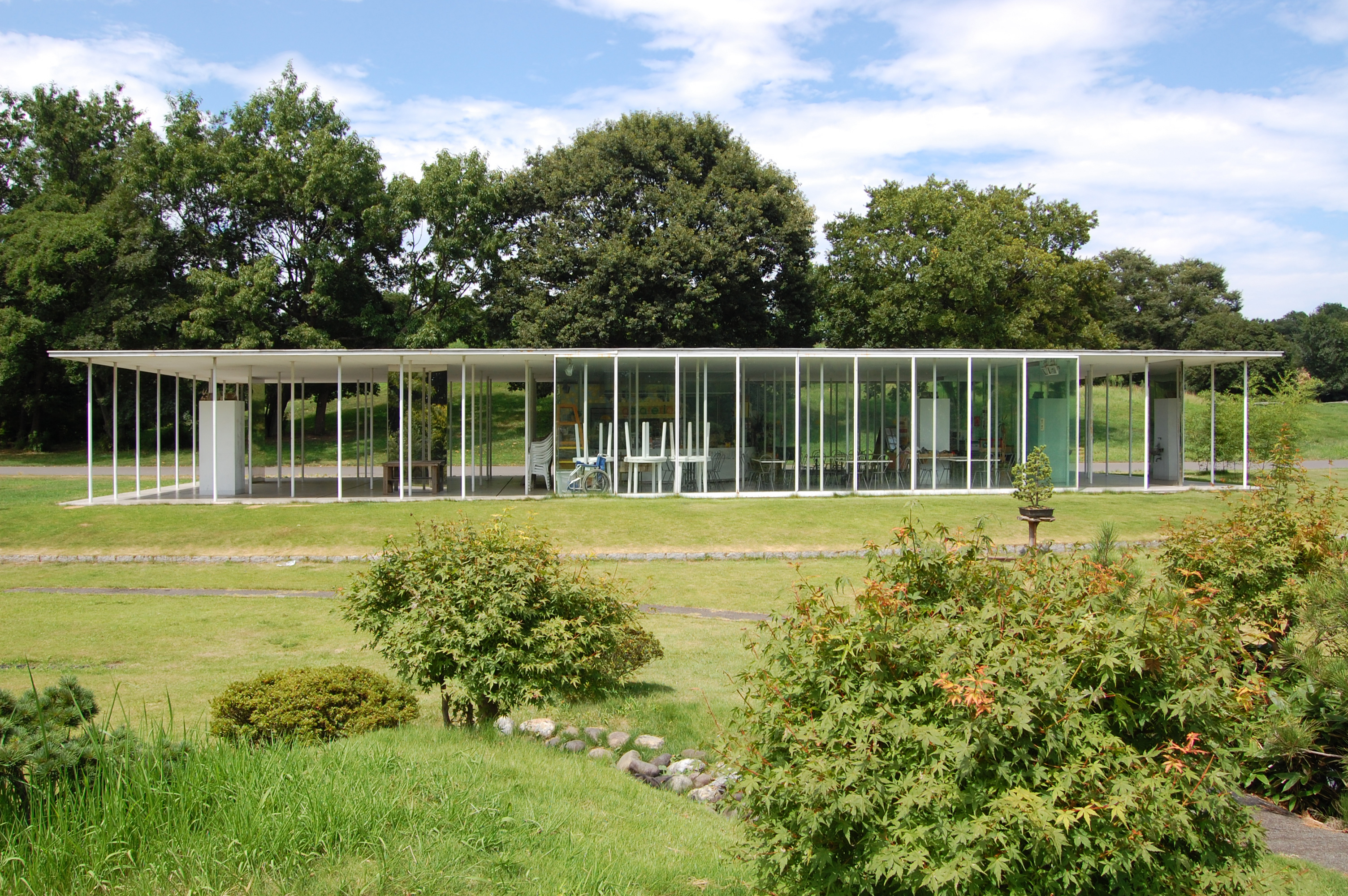
古河総合公園飲食施設
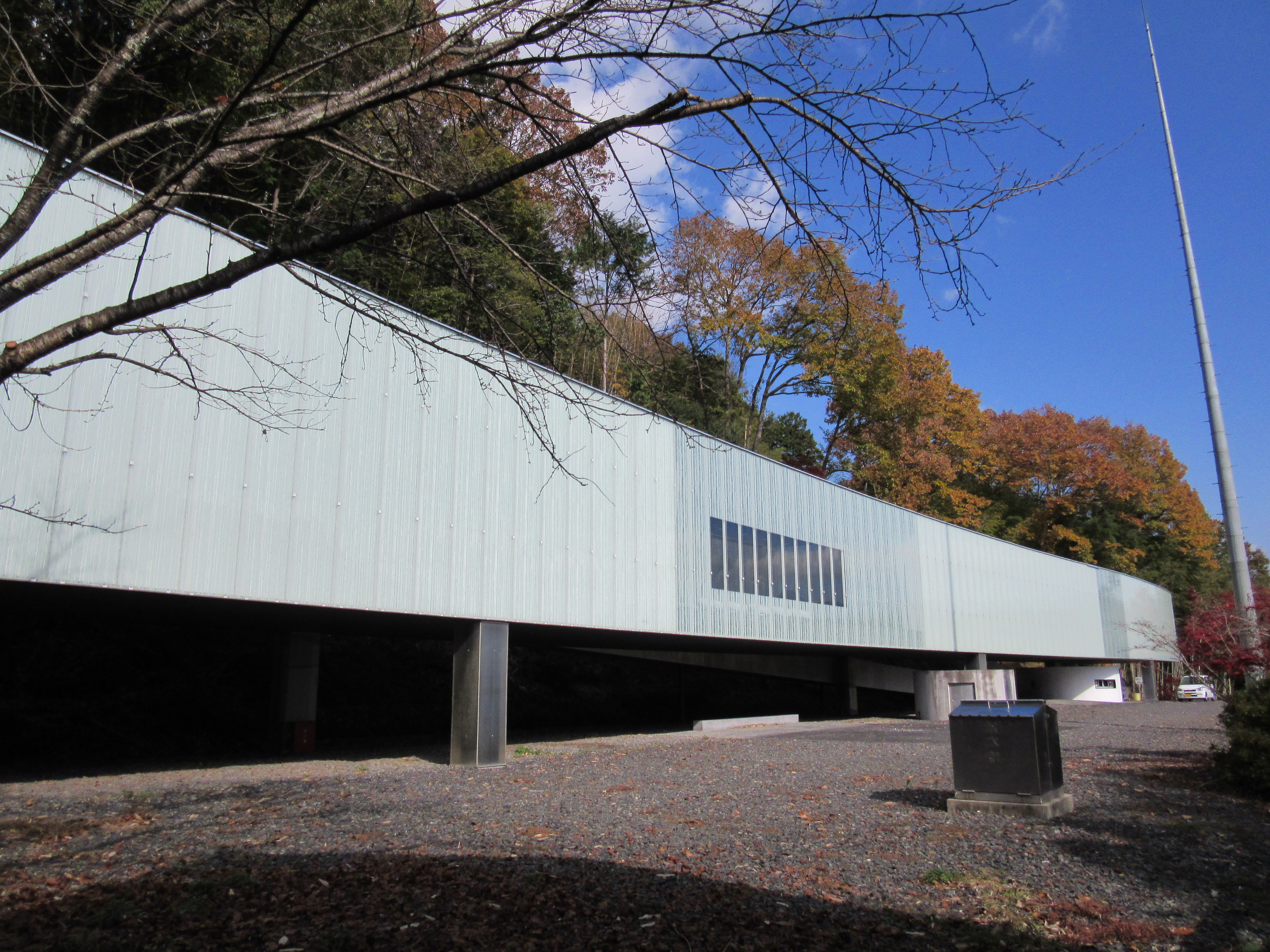
飯田市小笠原資料館
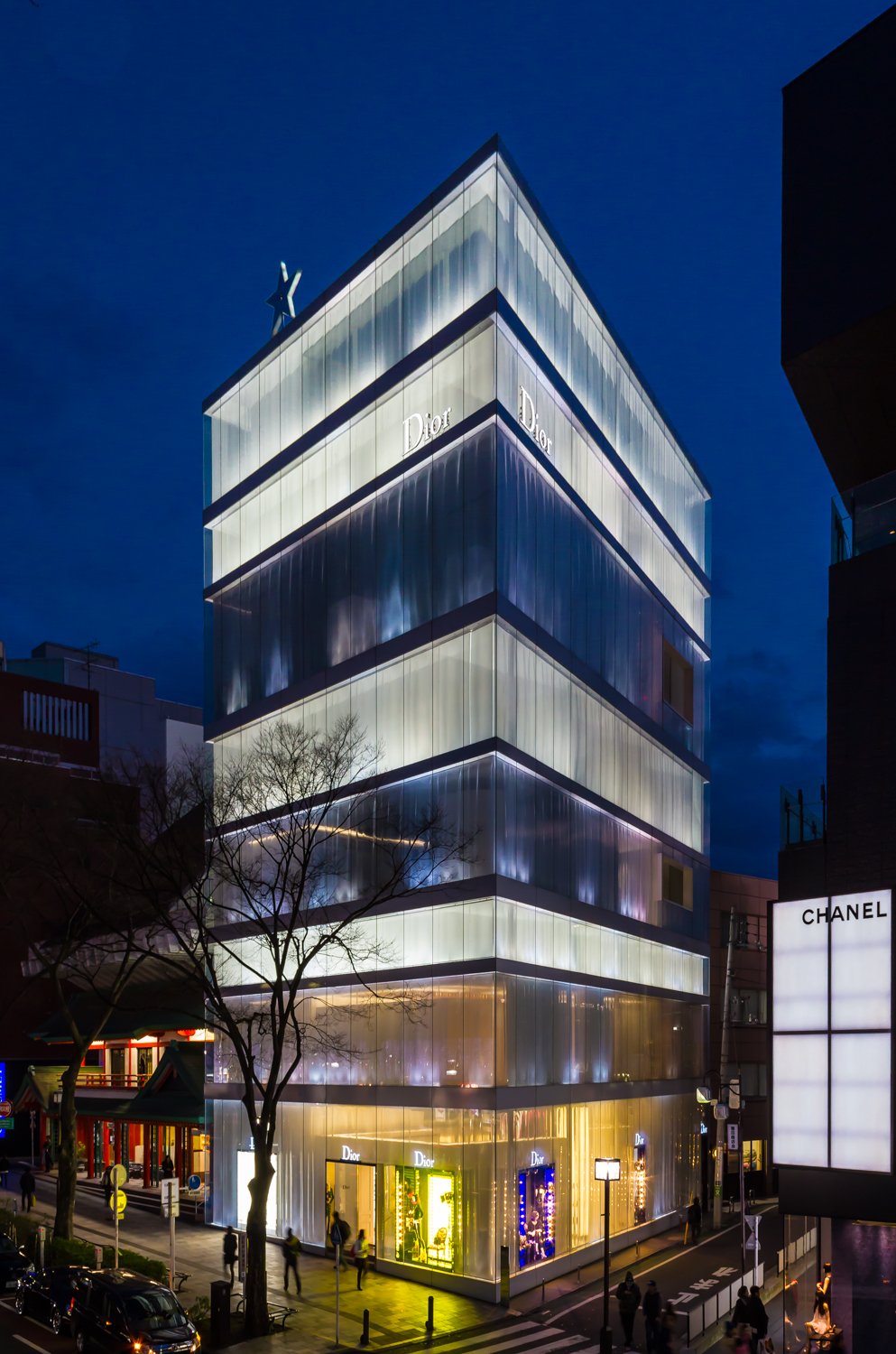
ディオール表参道
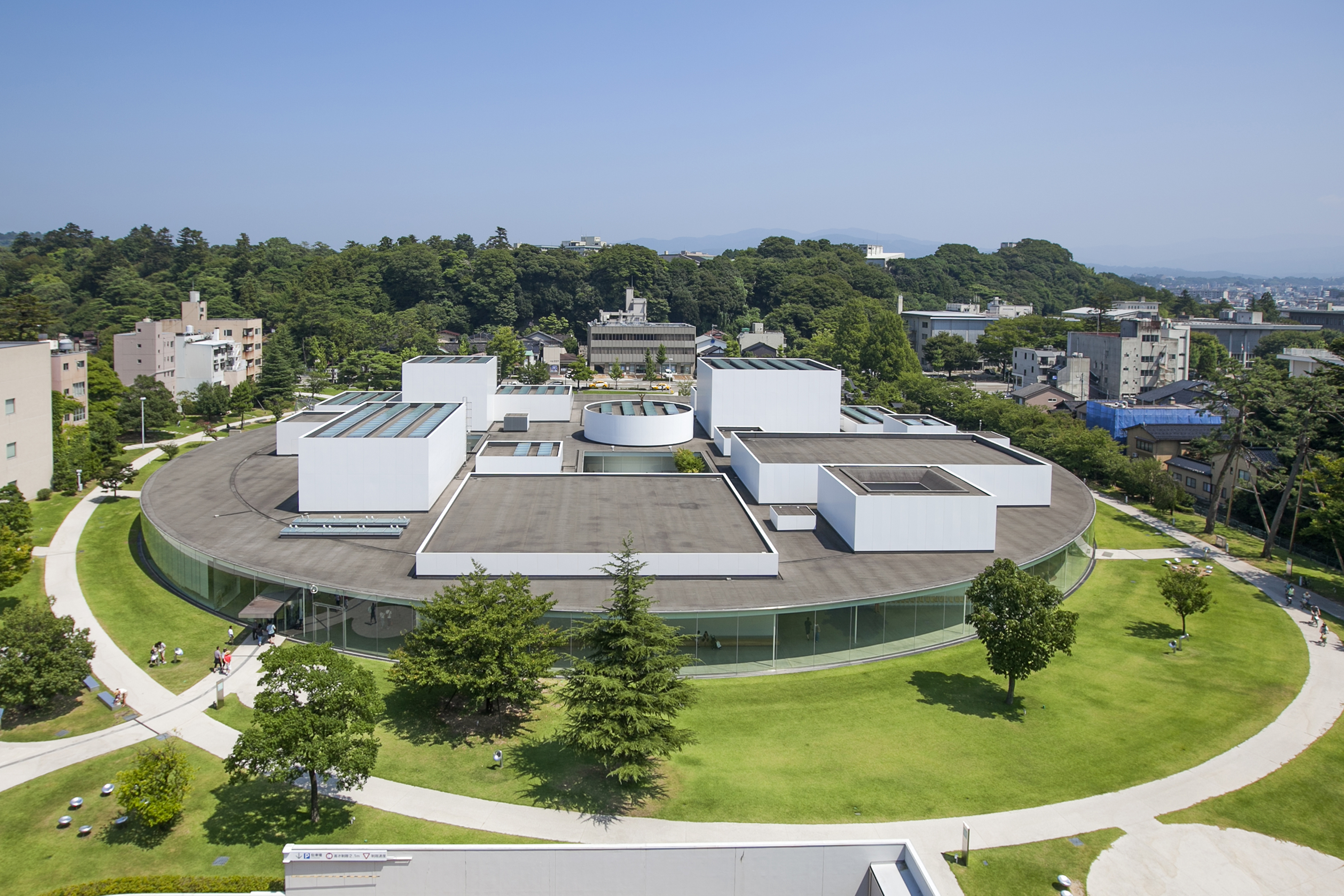
金沢21世紀美術館
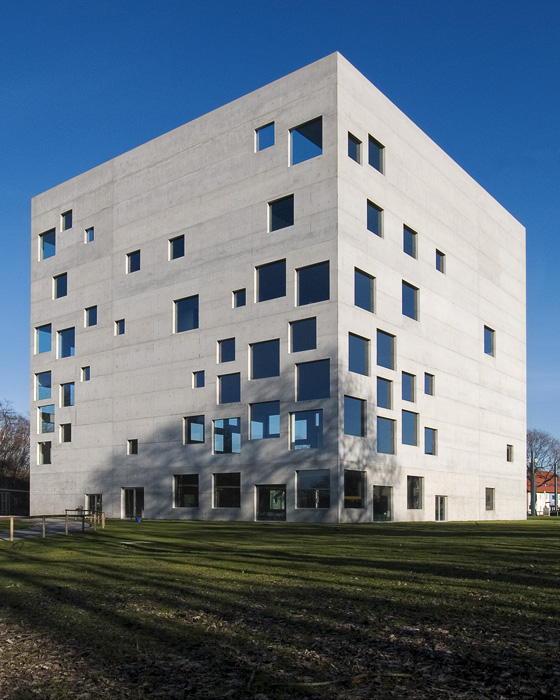
ツォルフェアアイン・スクール
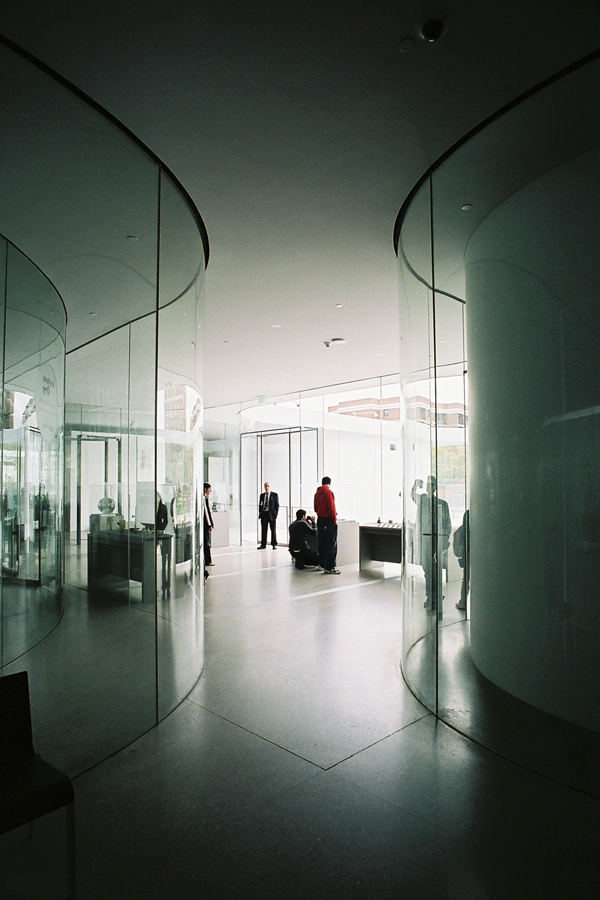
トレド美術館ガラスパビリオン
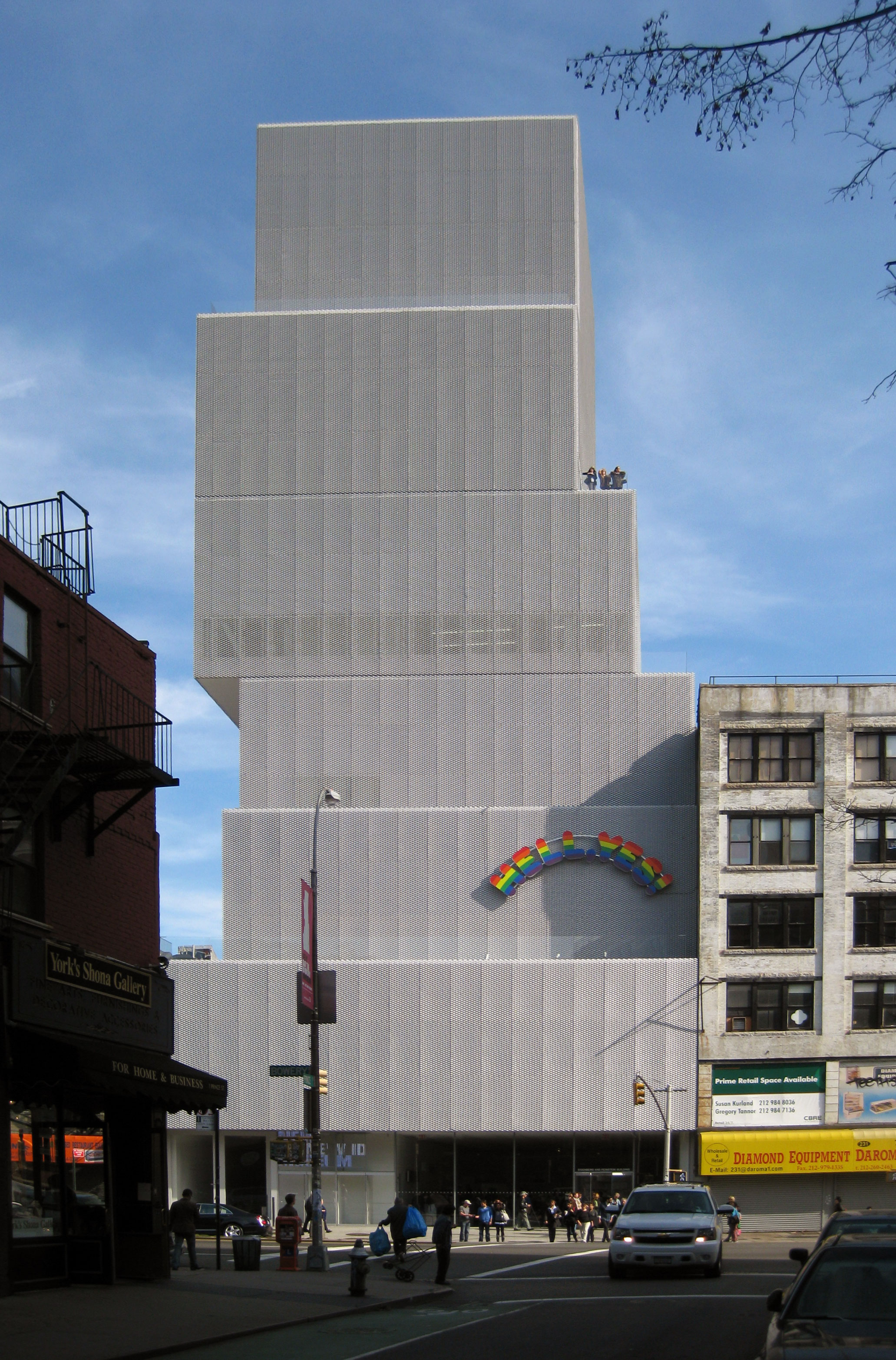
ニュー・ミュージアム・オブ・コンテンポラリー・アート
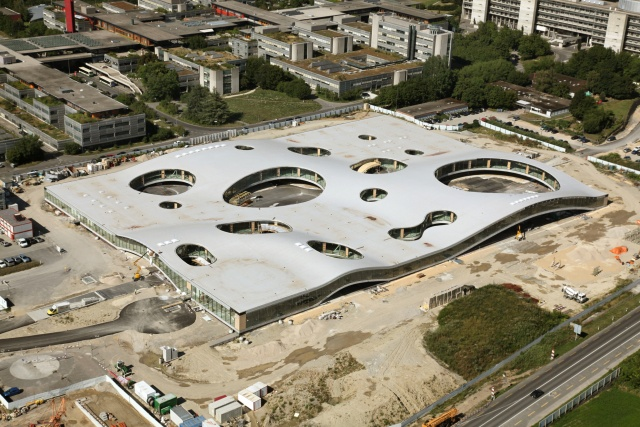
ローザンヌ連邦工科大学ラーニングセンター（ロレックス・ラーニング・センター）

## SANAA事務所の出身者
- 福屋粧子 - 所員。建築家、東北工業大学准教授。
- 菊地宏 - 所員。建築家、武蔵野美術大学教授。
- 近藤哲雄 - 所員。建築家。
- 松岡聡 - 所員。建築家。近畿大学教授。
- 石上純也- 所員。建築家